# Sendaur
Sendaur is een bestuurslaag in het regentschap Kepulauan Meranti van de provincie Riau, Indonesië. Sendaur telt 874 inwoners (volkstelling 2010).